# Poklat

Poklat

Poklat (Poklatta, Poklatte, Leliwa odmienny) – kaszubski herb szlachecki, według Przemysława Pragerta odmiana herbu Leliwa.

## Opis herbu
Opis z wykorzystaniem zasad blazonowania, zaproponowanych przez Alfreda Znamierowskiego:
W polu błękitnym półksiężyc z twarzą (okiem w prawo) srebrny, nad którym gwiazda złota. Klejnot: nad hełmem bez korony samo godło. Labry błękitne podbite srebrem.

## Najwcześniejsze wzmianki
Herb przytaczany jedynie przez Nowego Siebmachera.

## Rodzina Poklat
Niemal zupełnie nieznana drobna rodzina szlachecka. Nazwisko ich ma pochodzić od słowa pokład. Pierwsza wzmianka w 1552 (Laurentius Potlaht w Parszczycach), kolejne z 1582 (Pocklatken), 1605, 1618, 1621 (Poklatten w Bargędzinie). Dział należący do rodziny w Parszczycach przejęli Krokowscy w 1572, zaś w Bargędzinie Wejherowie herbu Skarzyna przed 1638. Rodzina wygasła w XVII wieku. Według herbarza Ledebura (Adelslexikon der preussichen Monarchie von...), rodzina ta jest identyczna z rodziną Podlaskich. Informacja ta ma swoje źródło na mapie Pomorza Lubinusa, gdzie herby obu rodów są identyczne. Obie rodziny używały w rzeczywistości innych choć podobnych herbów.

## Herbowni
Poklat (Pocklatk, Pocklatt, Pocklatten, Poklath, Poklatt, Poklatta, Poklatte, Poklatten, Potlaht, być może także Potlatken, Pottlacke).
Identycznego herbu używała rodzina Piotroch.